# Scalmicauda acamas
Scalmicauda acamas är en fjärilsart som beskrevs av Sergius G. Kiriakoff 1968. Scalmicauda acamas ingår i släktet Scalmicauda och familjen tandspinnare. Inga underarter finns listade.